# Leszek Żyliński

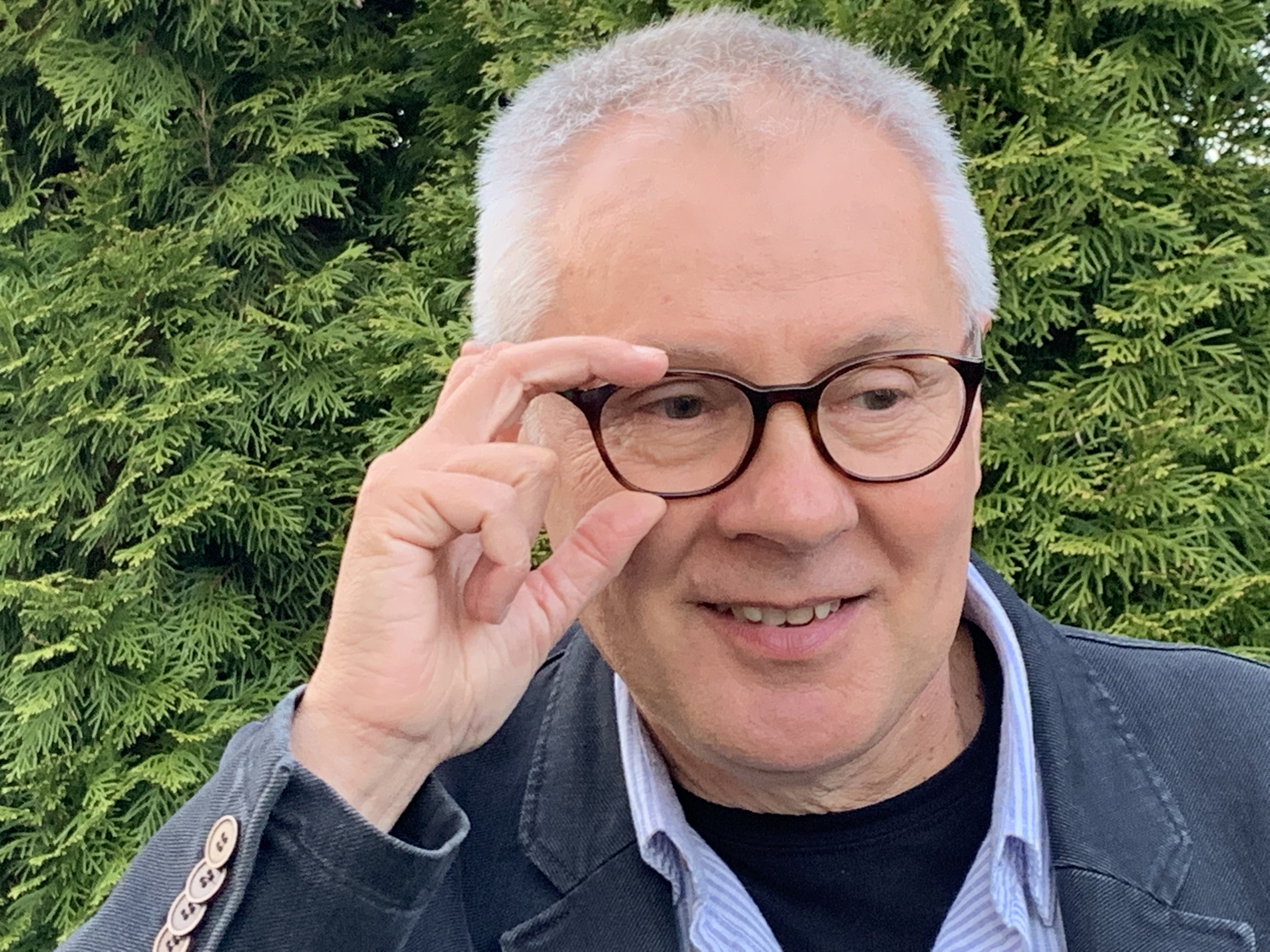
Leszek Żyliński (2019)

Leszek Żyliński (* 19. Oktober 1954 in Przemyśl) ist ein polnischer Germanist, Literaturhistoriker und ordentlicher Professor an der Nikolaus-Kopernikus-Universität in Toruń.

## Leben
Nach dem Studium der Germanistik an den Universitäten in Łódź, Berlin und Wrocław lehrt er seit 1982 deutsche Literatur und Kulturgeschichte an der Nikolaus-Kopernikus-Universität in Toruń. Promoviert wurde er 1987 in Wrocław; die Habilitation war 1998 in Toruń mit einer Arbeit über Heinrich Böll. Die Böll-Monographie erschien unter dem Titel „Heinrich Bölls Poetik der Zeitgenossenschaft“. Die Verleihung des Professorentitels erfolgte 2013. 2004–2023 leitete er den Lehrstuhl für Deutsche Literatur und Kultur vom 19. bis zum 21. Jahrhundert. Im Oktober 2024 wurde er emeritiert.
Hauptschwerpunkte der Forschung: Literatur und Kultur des deutschsprachigen Raumes von der Romantik bis zur Gegenwart, kulturelles Gedächtnis, Europadiskurs in der deutschen intellektuellen Tradition, deutsch-polnische Beziehungen.
In den Jahren 1999–2002 sowie 2005–2008 war er Prodekan der Philologischen Fakultät; er wurde 2002–2005 und erneut 2008–2012 in den Senat der Universität gewählt. In den Jahren 2017–2024 war er Vorsitzender des Bibliotheksrats der Universität.
2001–2010 gab Żyliński (zus. mit Edward Białek) eine Buchreihe „Zrozumieć Niemcy“ („Deutschland verstehen“) heraus, in der zehn Bände erschienen sind. Er ist Mitglied im wissenschaftlichen Beirat folgender Zeitschriften: „Litteraria Copernicana“, „Thalloris“, „Wortfolge/Szyk słów“; „Etudes Germaniques“ (Paris).
Seit 2001 ist er Jury-Mitglied des Samuel-Bogumil-Linde-Preises, den die Partnerstädte Toruń und Göttingen vergeben. In den Jahren 2013–2020 war er ein federführendes Mitglied der Kommission für den Friedrich-Gundolf-Preis der Deutschen Akademie für Sprache und Dichtung.
In den Jahren 2009–2023 war er auch als wissenschaftlicher Fachberater für Polnische Literatur bei Kindlers Literatur Lexikon tätig.
Żyliński betreute ca. 100 Magister- sowie 5 Doktorarbeiten (u. a. Katarzyna Norkowska, Aleksandra Burdziej). Gastvorträge und Tagungen führten ihn nach Deutschland, Frankreich, Dänemark, Kroatien, Litauen und in die Ukraine.
1989 war er Gründer der Polnisch-Deutschen-Gesellschaft in Toruń, die bis heute aktiv ist. Langjährige Mitarbeit erfolgte in der Kulturgemeinschaft Borussia (Mitglied des Stiftungsrates und des Redaktionsbeirats der Zeitschrift 2003–2017). 1993–2015 war er Gastdozent in den Sommerakademien der Studienstiftung des deutschen Volkes.

## Schriften
- Heinrich Bölls Poetik der Zeitgenossenschaft, Toruń 1997, ISBN 83-231-0860-9.
- Europejskie wizje pisarzy niemieckich w XX wieku [Europa-Visionen deutscher Schriftsteller im 20. Jahrhundert], Poznań 2003, ISBN 83-7177-288-2.
- Die Quarantäne. Deutsche und österreichische Literatur der fünfziger Jahre zwischen Kontinuität und Neubeginn, (mit Edward Białek), Wrocław 2004, 2.erweiterte Aufl., Wrocław – Dresden 2006, ISBN 978-3-934038-60-8.
- Die Eigenart der polnischen Rezeption von Günter Grass, Oldenburg 2009, ISBN 978-3-8142-1187-9.
- Europa w niemieckiej myśli XIX–XXI wieku [Europa im Denken der Deutschen vom 19. bis zum 21. Jahrhundert], Toruń 2012, ISBN 978-83-231-2789-5.
- Akten des XII. Internationalen Germanistenkongresses Warschau 2010, Bd. 9 (Hrsg. Friederike Eigler, Janusz Golec, Leszek Żyliński,) Frankfurt a. M. 2012, ISBN 978-3-631-63210-9.
- Od Prus do Europy. Szkice o tożsamości narodowej Niemców [Von Preussen nach Europa. Essays über nationale Identität der Deutschen], Toruń 2014, ISBN 978-83-231-3292-9[4].
- Wokół romantyzmu [Debatten um die Romantik in Deutschland], [Hg.] Tomasz Waszak / Leszek Żyliński, Poznań 2016, ISBN 978-83-64864-55-1.
- Tropy. Fragmenty i zapiski, Toruń 2019, ISBN 978-83-231-4188-4[5].
- Pisząc, zmieniam świat. Heinrich Böll czytany współcześnie, (red.) Renata Dampc-Jarosz i Leszek Żyliński, Kraków 2019, ISBN 978-83-242-3528-5.
- Zmienne pola dialogu. Rzecz o Polakach i Niemcach, Toruń 2020, ISBN 978-83-231-4416-8.

## Auszeichnungen und Ehrungen
- 2007 Samuel-Bogumił-Linde-Medaille
- 2009 Wahl in die Deutsche Akademie für Sprache und Dichtung[6]
- 2010 Wahl in die Societas Joblonoviana
- 2018 Das silberne Verdienstkreuz der Republik Polen
- 2024 Verdienstmedaille der Universität Toruń
- 2024 Medaille der Kommission der Nationalen Bildung (KEN)